# San Francisco (1586)
El San Francisco fue un galeón español. Construido en Cantabria en  1586, tenía 35 m de eslora y 10 m de manga y desplazaba 915 toneladas. Estaba armado con 22 cañones (18 de bronce y 6 de hierro). Naufragó, como capitana del galeón de Manila, en 1609, cerca de Chiba, Japón.

## La Gran Armada
El San Francisco fue requisado para la Gran Armada de 1588. Bajo el mando de Martín de Lizardi, y con una tripulación de 85 marineros y 227 infantes se incorporó a la Escuadra de Andalucía de Pedro de Valdés y cuando su buque insignia, Nuestra Señora del Rosario, fue capturado por los ingleses, el San Francisco pasó a ser la nave capitana de la Escuadra, bajo el mando de Diego Enríquez. Pudo regresar a España vía Escocia y entró en el puerto de Santander el 20 de septiembre de 1588.

### Falsificación literaria
The English Mercurie —considerado el primer periódico británico, hasta 1839, cuando se demostró ser una falsificación literaria— publicó la siguiente «noticia» fechada —supuestamente— en julio de 1588:

The St Francis Galleon, of which Don Pedro de Valdez was Captaine, fell in with Vice-Admirall Drake, who tooke her after stout Resitance. She was disabled from keeping up with the reste of the Fleete by an Accident... the Captours found on board five thousand Golde ducats, which they shared amongst them after bringing her into Plymouth. (El galeón San Francisco, del cual Don Pedro de Valdéz era capitán, se enfrentó al vicealmirante Drake, quien se apoderó del buque tras una dura resistencia. Fue impedido de seguir al resto de la flota por un accidente... sus captores encontraron a bordo cinco mil ducados que fueron repartidos entre ellos tras llevar al buque a Plymouth.)

## Naufragio
El 25 de julio de 1609, bajo el mando de Juan de Cevicos, el San Francisco, junto con otro galeón, el San Antonio, y acompañados por una nave más pequeña, el patache Santa Ana, zarparon de Manila rumbo a Nueva España. El 30 de septiembre de 1609, el galeón naufragó cerca de Chiba, con 373 personas a bordo. Los 317 sobrevivientes, incluyendo el exgobernador de las Filipinas, Rodrigo de Vivero, recibieron una cálida bienvenida por parte de los japoneses.
En noviembre de 2017, un equipo de arqueólogos marinos de las universidades de Tokai y New England, financiado por el gobierno japonés, anunció que había encontrado una bola de cañón, probablemente del San Francisco, a casi 40 metros de profundidad.